# Torcal de Antequera

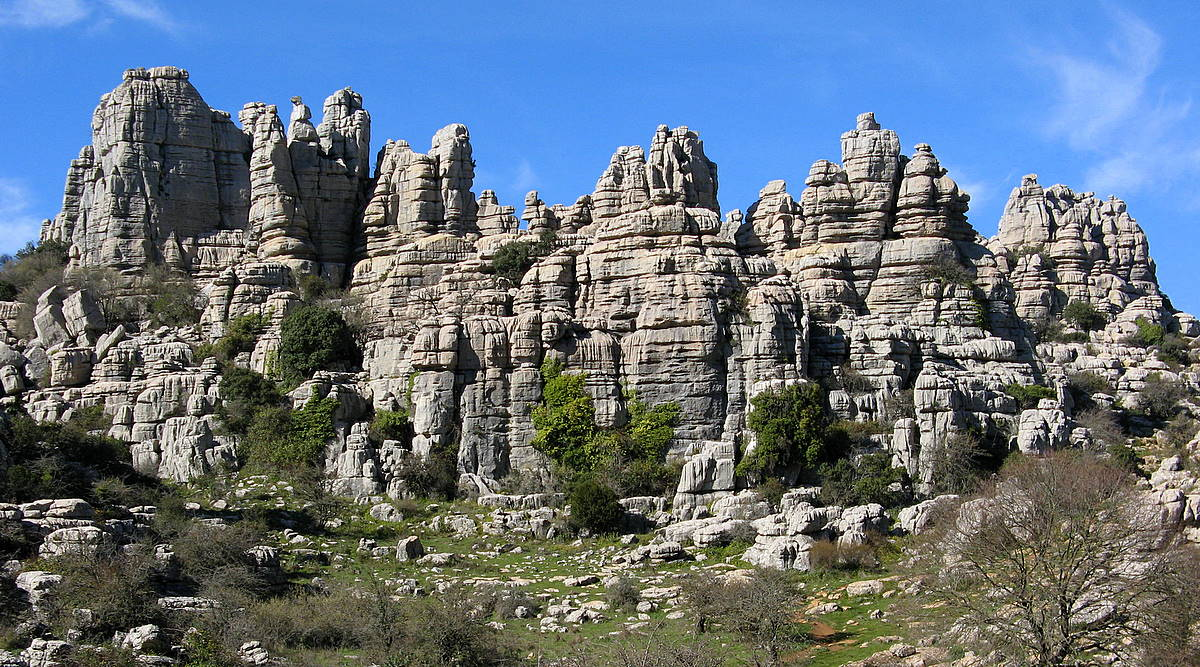
Rezerwat Torcal de Antequera

El Torcal de Antequera – rezerwat przyrody zlokalizowany w pobliżu miejscowości Antequera, w prowincji Málaga, w Andaluzji, w południowej Hiszpanii. Ten obszar chronionej przyrody nieożywionej obejmuje powierzchnię 17 km². Swój wygląd zawdzięcza zjawiskom krasowym.
W 1929 roku El Torcal uznany został za Sitio Natural de Interés Nacionali, a w 1978 roku za Reserva del Parque Natural.

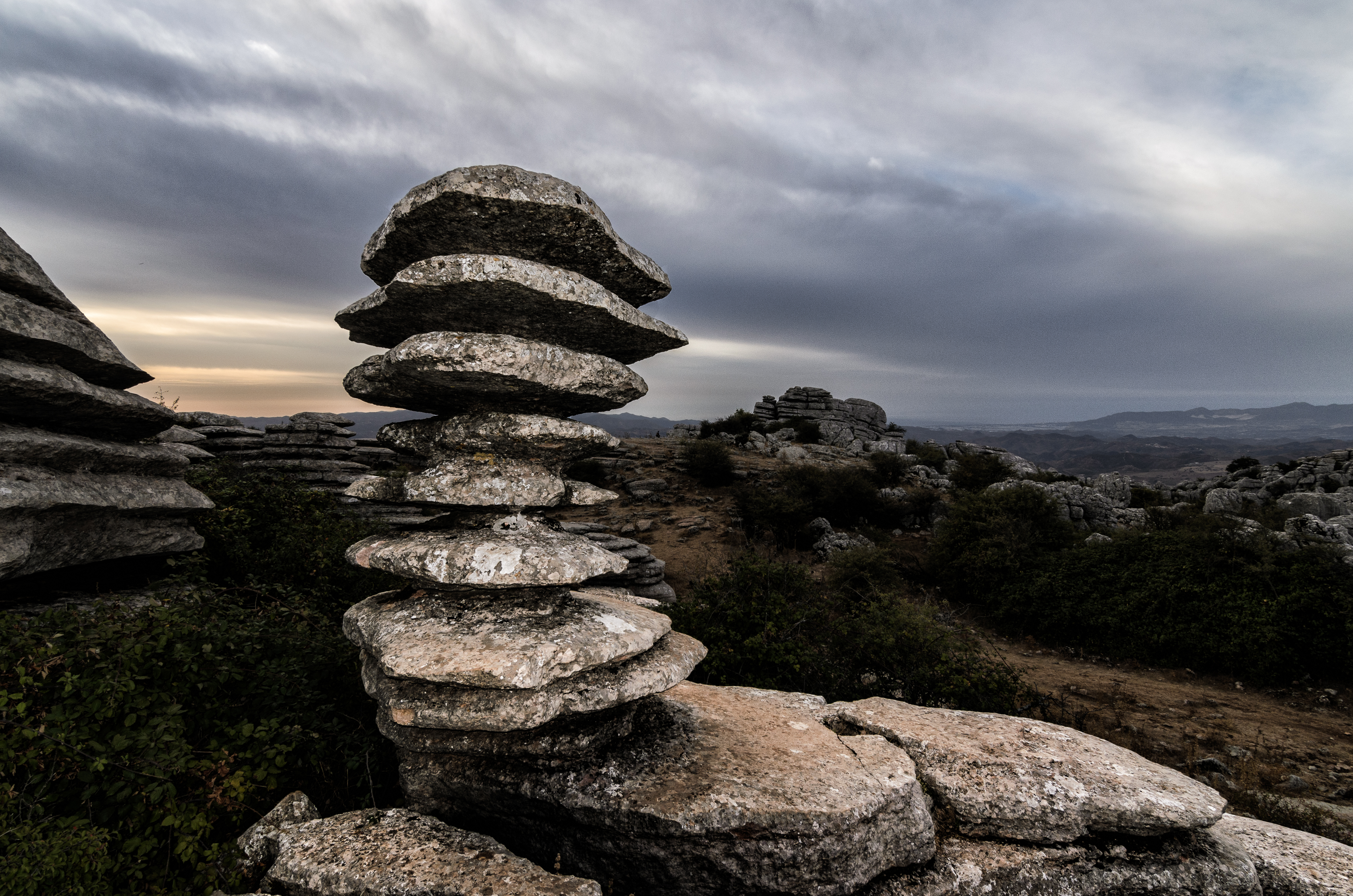
Tornillo de Antequera

## W kulturze
Tutejsze jaskinie posłużyły jako siedziba Wiedźm Stygijskich w amerykańsko-brytyjskim filmie Zmierzch tytanów (1981).